# Schmerzambulanz
In einer Schmerzambulanz werden Patienten mit chronischen Schmerzen ambulant behandelt. Zum Personal einer universitären Schmerzambulanz gehören Ärzte, Pflegepersonal oder Arzthelfer und meistens auch Psychotherapeuten, manchmal auch Physiotherapeuten. Es besteht meistens eine Zusammenarbeit mit einer Klinik für Psychosomatik, oft auch mit Reha-Einrichtungen. Die Ärzte einer Schmerzambulanz können Patienten meistens in einer interdisziplinären Schmerzkonferenz vorstellen.